# Eupogonius piceus
Eupogonius piceus är en skalbaggsart som först beskrevs av Fisher 1936.  Eupogonius piceus ingår i släktet Eupogonius och familjen långhorningar.
Artens utbredningsområde är Kuba. Inga underarter finns listade i Catalogue of Life.